# سید عبدالاعلی سبزواری
سید عبدالاعلی موسوی سبزواری(زاده ۱۲۸۹ سبزوار – درگذشته ۱۳۷۲ نجف) فقیه، فیلسوف، اصولی، مرجع تقلید شیعه امامیه، مفسر قرآن، عارف نامدار، متکلم، محدث ایرانی بود.
وی از مدرسان بنام حوزه علمیه در جهان اسلام بود. از شاگردان وی می‌توان به سید عبدالکریم کشمیری، عبدالعزیز محقق طباطبایی، محمدآصف محسنی، قربانعلی محقق کابلی، محمدحسن اصطهباناتی، محمدصادق سعیدی، شمس الدین محمد مجتهدی نجفی اشاره کرد.
تفسیر مواهب الرحمن، مهذب الاحکام، تهذیب الاصول، لباب المعارف، رفض الفضول، منها الصالحین از آثار اوست.

## تولد و خانواده
- سید عبدالأعلی افقهی موسوی سبزواری فقیه، اصولی، مفسر و قرآن‌پژوه نامی جهان تشیع و اسلام در دورهٔ معاصر است. او در روز چهارشنبه ۲۹ آذر سال ۱۲۸۹ هجری شمسی (۱۳۲۸ ه‍.ق) مصادف با عید غدیر خم در سبزوار زاده شد و در روز دوشنبه ۲۵ مرداد ۱۳۷۲ (۱۴۱۴ ه‍.ق) مصادف با ۲۷ صفر، در سن ۸۳ سالگی در نجف درگذشت و در همان‌جا مدفون گردید.[۱]
- وی در خانواده ای روحانی در سبزوار تربیت یافت. پدرش، سیّد علیرضا افقهی سبزواری، جدّ او، سیّد عبدالعلی سبزواری و عموی او سیّد عبدالله موسوی سبزواری (مشهور به «برهان»)، همگی از فقیهان مشهور این سامان بوده‌اند.

## تحصیلات
از کودکی تا سن چهارده سالگی نزد پدر و عموی خود سید عبدالله برهان مقدمات ادبیات عرب، فقه و اصول را فراگرفت سپس برای ادامه تحصیل به مشهد هجرت نمود.
از سال ۱۳۰۲ به مدت هشت سال اقامت در مشهد از نزد علامه حاج میرزا عبدالجواد ادیب نیشابوری، میرزا عسکر شهیدی معروف به آقا بزرگ حکیم، سیدمحمدعصار لواسانی و حاج شیخ علی اکبر نهاوندی تعلم نمود. سپس برای ادامه تحصیل به نجف هجرت نمود.
از سال ۱۳۱۰ به مدت شصت و دو سال اقامت در نجف که تا پایان عمر خویش ادامه داشت از نزد اساتیدی همچون میرزای نائینی، آقا ضیاءالدین عراقی، محمدحسین اصفهانی معروف به کمپانی، سید ابوالحسن اصفهانی، آقا سید حسین بادکوبه‌ای فقه و فلسفه را تعلم نمود. همچنین تفسیر را از نزد محمدجواد بلاغی صاحب تفسیر آلاء الرحمن فرا گرفت. وی همچنین از علامه مامقانی، حاج شیخ عباس قمی اجازه روایی و اجتهادی گرفته‌است. وی در سال ۱۳۲۵ در سن ۳۶ سالگی توانست عهده‌دار تدریس خارج فقه و اصول شد و به تربیت شاگردان و دانشوران پرداخت. وی در کنار سید ابوالقاسم خوئی از تأثیرگذاران حوزه علمیه نجف بود که بعد از ایشان از سال ۱۳۷۱ عهده‌دار ریاست این حوزه علمیه گردید. و یکی از اقدامات بسیار مهمّ ایشان، گسیل نمایندگانی زبده به کشورهای مختلف آمریکایی، آفریقایی و آسیایی برای تبلیغ دین و حلّ مسائل و مشکلات مسلمانان ساکن آن نواحی بود.

## ویژگی‌ها
دکتر سیّد محمّد بحرالعلوم دربارهٔ وی می‌نویسد: «استاد بزرگوار سبزواری، از دانش‌های گوناگون برخوردار بود. گرچه ایشان مشهور به فقاهت بود امّا محدّث و مفسّر و اصولی نیز بود. در دانش حدیث سرآمد بود. حتّی گفته شده که ایشان توانایی و مهارت ویژه ای در بازشناسی روایات محمّدباقر (ع) از جعفر بن محمد صادق (ع) داشته‌است. از آن جا که بیشتر روایات از این دو رسیده، این گونه آشنایی و بازشناسی روایات محمد باقر (ع) از جعفر بن محمد صادق (ع) خود کرامتی است که ایشان داشته و بیانگر گستره دانش و باریک اندیشی و ژرف کاوی ایشان در دانش حدیث است.»
سیّد محمّد رئیسی گرگانی، مؤلّف کتاب «نم برگرفته از یم» ـ که از نزدیک موفّق به دیدار ایشان شده‌است ـ دربارهٔ وی می‌نویسد: «او چهره شناخته شده به فضیلت، علم و اخلاق بود و دریایی از عظمت روحی بر ناصیه اش هویدا. دارای سخنی نافذ بود و صدایش با قدرت و احترام‌برانگیز بود. حوزه درس محترم و وزینی داشت و در همان مسجد که اقامه جماعت می‌کرد، تدریس می‌نمود. سابقه ممتد در درس و تدریس داشت و پشتکار و سماجت وی در این امر، عجیب بود. وی از معدود کسانی بود که فرصت‌ها را از دست نداده و به کار تحصیل و علم، صرف کرده‌است. حتّی در ایّام تعطیل عید، به اشتغال‌های خاص ایّام تحصیل می‌پرداخت.
استخوان بندی درشت و صورتی کشیده و پیشانی پهن و بلند، چشمانی نافذ توأم با مهر و عطوفت و ابروانی پرپشت و درشت و کشیده داشت، محاسنی انبوه و اندامی موزون داشت آرام و موقر راه می‌رفت. هنگام سلام یا جواب سلام قدری سر را به طرف پایین خم می‌کرد و گاهی دست را هم بر سینه می‌گذاشت. غالباً دو زانو می‌نشست و کمتر سخن می‌گفت. در حوزه علمیه نجف اشرف از پنجاه سال قبل، نماز جماعت در بین نماز جماعت‌های دیگر، خصوصیتی دیگر داشت. نوافل و مستحبات نمازهای یومیه را ترک نمی‌کرد و تهجّد و نماز شب را مقید بود. نظم و انضباط در همه ابعاد زندگی اش حاکم بود. هر هفته یک ختم کامل قرآن را تلاوت می‌کرد و هر شب در ساعت معینی به حرم مولی الموحدین ـ امیرالمؤمنین ـ مشرف می‌شد. از تذکر و امر به معروف و نهی از منکر حتّی تشویق به مستحبات و ترغیب به ترک مکروهات خودداری نمی‌کرد. به زیارت مراقد متبرکه معصومین (ع) علاقه عجیبی داشت و بهترین احسان و هدیه برای اموات و ذوی الحقوق را چنین می‌دانست که به نیابت ایشان به زیارت حسین بن علی (ع) برود یا نایب بفرستد. به زیارت عاشورا و نماز جعفر طیار و بعض ادعیه و دیگر تعبد داشت.»

## دوران مرجعیت
پس از وفات سید ابوالقاسم خویی در ۸ صفر ۱۴۱۳ق. سید عبدالاعلی سبزواری، مرجع تقلید شیعیان و همچنین عهده‌دار ریاست حوزه علمیه نجف شد. البته دوران مرجعیت تقلید وی کوتاه (یک سال) بود و وی در ۲۷ صفر سال ۱۴۱۴ق وفات یافت.

## استادان
- عباس قمی (علوم روایی و حدیث)
- سید علی قاضی طباطبایی (استاد عرفان)
- حسنعلی نخودکی اصفهانی
- سید ابوالحسن اصفهانی
- میرزای نائینی
- آضیاءالدین عراقی
- محمدجواد بلاغی (استاد تفسیر علوم قرآنی)
- محمدحسن برسی
- میرزا عسکر شهیدی معروف به آقا بزرگ حکیم
- محمدحسین اصفهانی معروف به کمپانی
- سید حسین بادکوبه‌ای
- سید عبدالله موسوی سبزواری معروف به برهان المحققین (ادبیات عرب-فقه و اصول)
- سید محمد عصار لواسانی
- علی اکبر نهاوندی
- علامه مامقانی[۴]
- ادیب اول میرزا عبدالجواد نیشابوری

## فرزندان
- سید محمد افقهی سبزواری متوفای ۱۴۱۴ ما بین تهران و قم.
- سید حسین سبزواری از علمای ساکن مشهد
- سید علی سبزواری مرجع تقلید و از فلاسفه ساکن نجف.

تفسیر مواهب الرحمن

## آثار و تألیفات
- مواهب الرحمن فی تفسیر القرآن، از تفاسیر شیعی-عربی است که مفسر طرح آن را در ۳۰ جلد ریخته بود اما تاکنون تنها ۱۲ جلد از به چاپ رسیده‌است.
- مهذب‌الاحکام فی بیان الحلال و الحرام، در فقه امامی و شامل یک دورهِ کامل فقه استدلالی در ۳۰ جلد وزیری در مطبعة الاداب نجف به سال ۱۹۸۲ م. چاپ شد.
- تهذیب الاصول، یک دوره اصول فقه، به صورت فشرده، ولی روان در ۲ جلد که به طبع رسیده‌است.
- لباب المعارف، در علم کلام و دفاع از عقاید شیعه و از جمله اولین آثار آیت‌الله سبزواری است که در ۲ جلد به عربی تألیف شده‌است.
- افاضة الباری فی نقد ما الّفه الحکیم السبزواری، در نقد و بررسی آثار فلسفی حکیم حاج ملّاهادی سبزواری (م ۱۲۸۹ ه).
- رفض الفضول عن علم الاصول، در علم اصول.
- منها الصالحین، در فقه.
- مناسک الحج، در مسائل حج.
- رسالهِ توضیح المسائل، به فارسی
- حاشیه بر بسیاری از کتاب‌های شیعه چون: عروةالوثقی، وسیلةالنجاه، حدائق‌الناظره، جواهرالکلام، مستندالشیعه، اسفار، تفسیر صافی، شرح منظومهِ حکیم سبزواری و…
- مجموعه‌ای در رسائل فقهی و…[۵]

## کنگره سید عبد الاعلی سبزواری
در اردیبهشت ماه سال ۱۳۸۹ و به مناسبت یکصدمین سال تولد وی کنگره ای در شهر قم و سبزوار برگزار شد. بنای یادبود سید عبدالاعلی افقهی سبزواری پس از این کنگره در میدان کارگر شهر سبزوار نصب شد.